# Svet za izobraževanje, mladino, kulturo in šport
Svet za izobraževanje, mladino, kulturo in šport (kratica: EYCS) je sestava Sveta Evropske unije. Zaseda trikrat ali štirikrat na leto, dvakrat v popolni sestavi. Združuje ministre, pristojne za izobraževanje, kulturo, mladino, medije, komunikacije in šport držav članic Evropske unije. Njegova natančna sestava je odvisna od točk dnevnega reda.
Konfiguracija Sveta za izobraževanje, mladino, kulturo in šport je bila ustvarjena z združitvijo nekdanjega Sveta za izobraževanje in mladino ter nekdanjega Kulturno-avdiovizualnega sveta.
Svet običajno sprejme priporočila na področju izobraževanja, kulture, mladine in športa, kjub temu pa lahko nekaterih področjih, kot sta avdiovizualna politika ali vzajemno priznavanje diplom, sprejme zakonodajne akte.
Člana sveta iz Slovenije sta minister za izobraževanje, znanost in šport ter minister za kulturo.